# San Giovanni Suergiu
San Giovanni Suergiu est une commune italienne d'environ 6 100 habitants, située dans la province du Sud-Sardaigne, dans la région Sardaigne.

## Administration
| Période                                  | Période | Identité | Étiquette | Qualité |
| ---------------------------------------- | ------- | -------- | --------- | ------- |
|                                          |         |          |           |         |
| Les données manquantes sont à compléter. |         |          |           |         |

### Hameaux
is Urigus, is Loccis, Palmas, Matzaccara, is Loccis Santus, is Cordeddas, Funtannona

### Communes limitrophes
Carbonia, Giba, Portoscuso, Sant'Antioco, Tratalias